# Merionoeda fusca
Merionoeda fusca là một loài bọ cánh cứng trong họ Cerambycidae.